# Nabelschnurblutstammzellen
Als Nabelschnurblutstammzellen bezeichnet man Stammzellen, die aus Nabelschnurblut oder auch Plazentarestblut nach der Abnabelung des Kindes gewonnen werden.
Seit Ende der 1980er-Jahre weiß man, dass Nabelschnurblut reich an Stammzellen ist, die in der Lage sind, das blutbildende System wiederherzustellen. Der Grund dafür ist die Wanderung der Blutbildung, die während der fetalen Entwicklung in Leber und Milz ansässig ist, in das Knochenmark. Diese Wanderung erfolgt im letzten Schwangerschaftsdrittel über den Blutkreislauf des Kindes. Dadurch finden sich zum Zeitpunkt der Geburt im Blut des Kindes und damit auch im Restblut von Nabelschnur und Plazenta außergewöhnlich viele Stammzellen.
Nabelschnurblutstammzellen wurden 1988 erstmals durch die französische Ärztin Eliane Gluckman in Paris medizinisch genutzt, um ein Kind mit Fanconi-Anämie zu behandeln. Bis 2011 sind über 20.000-mal Nabelschnurblutstammzellen, überwiegend als Fremdtransplantation, zum Einsatz gekommen (→ Stammzelltransplantation), und über 600.000 Spenden waren aufbewahrt. Es wurden bisher ungefähr 50 000 Nabelschnurblut Transplantationen durchgeführt.

## Eigenschaften
Vorteile von Nabelschnurblutstammzellen gegenüber Stammzellen vom Knochenmark:
- risikoarm zu gewinnen
- Bevorratung von Stammzell-Präparaten für ethnische Minderheiten und Kinder mit gemischter ethnischer Herkunft
- geringe Kontamination mit latent vorhandenen Viren und Tumorzellen
- sofortige Verfügbarkeit durch Langzeitlagerung (Kryokonservierung)
- bessere Verträglichkeit, wenn die HLA-Merkmale von Spender und Empfänger nicht übereinstimmen
- einfache Bereitstellung im Bedarfsfall an Stelle einer aufwändigen Koordinierung zwischen Knochenmarkentnahmezentrum und Transplantationszentrum
- hohes Vermehrungspotenzial der Stammzellen
- hohes Differenzierungspotenzial der Stammzellen
- geringeres Risiko für erworbene chromosomale Veränderungen und Mutationen[4]

Bereits nachgewiesen wurde die Fähigkeit von Nabelschnurblutstammzellen, sich nicht nur zu Blutzellen, sondern auch zu Nerven-, Leber-, Blutgefäß-, Muskel-, Knochen-, Knorpel- und Inselzellen zu entwickeln. Diese Eigenschaft wird in der Biotechnologie zur Regeneration von Körpergewebe genutzt. Dies wurde bisher jedoch nicht am Menschen eingesetzt.
Aktuelle Untersuchungen zeigen zudem, dass Nabelschnurblutzellen gut für die Reprogrammierung zu induzierten pluripotenten Stammzellen geeignet sind. Gegenüber den bisher für die Reprogrammierung genutzten Zellen von Erwachsenen etwa aus der Haut haben sie den Vorteil, dass sie keine altersbedingten genetischen und epigenetischen Veränderungen und keinen Verlust an Telomerase-Aktivitäten aufweisen.
Nachteile von Nabelschnurblutstammzellen gegenüber Stammzellen vom Knochenmark:
- begrenzte Menge
- nur bei der Geburt eines Kindes zu gewinnen
- längere Aplasie der Blutbildung, verglichen mit Knochenmark-Stammzellen

Ferner wird kritisiert, dass die Spende unnötige Personalressourcen in den Geburtskliniken binde. Ein frühzeitiges Abklemmen der Nabelschnur zur Nabelschnurblutspende widerspricht aktuellen Standards und führt zu einem Abfall der kindlichen Blutmenge.
Gendefekte, die z. B. zur Leukämie oder zu Diabetes mellitus Typ I führen können, sind auch im Nabelschnurblut vorhanden.

## Anwendung von Nabelschnurblut

### Behandlung von Kindern und Erwachsenen
Der Nachteil bei der Transplantation von Nabelschnurblut verglichen mit Knochenmarkstammzellen liegt in der geringeren Menge an Stammzellen, die verfügbar ist. Nur bei einer ausreichenden Zellzahl ist die Behandlung erwachsener Patienten möglich. Stammzelltransplanteure empfehlen derzeit eine minimale Zelldosis zwischen 10 und 30 Millionen kernhaltiger Zellen (mononuclear cells, MNC) pro Kilogramm Körpergewicht des Empfängers, wenn Spender und Empfänger nicht identisch sind (allogene Transplantation). Wird die empfohlene Zelldosis zur Behandlung Erwachsener nicht erreicht, so kann die gleichzeitige Transplantation von zwei Nabelschnurblutpräparaten eine Alternative sein.
Angesichts der Vorteile von Nabelschnurblut wie die bessere Verträglichkeit und die sofortige Verfügbarkeit gewinnt die Nabelschnurbluttransplantation jedoch auch bei Erwachsenen an Bedeutung. Derzeit wird in den USA beispielsweise bei 20 % aller Stammzelltransplantationen Nabelschnurblut verwendet, in Japan liegt die Nabelschnurblutquote für Kinder und Erwachsene gemeinsam bereits bei 50 %.

### Allogene Transplantation (Fremdtransplantation)
Die allogene Transplantation von Nabelschnurblut ist derzeit der Regelfall. Dabei werden dem Patienten Nabelschnurblutstammzellen übertragen, die nicht von ihm selbst, sondern einem geeigneten Spender stammen. Wenn es sich nicht um eine gerichtete Spende handelt, werden dabei Nabelschnurblutstammzellen aus Stammzellregistern verwendet. Allogene Nabelschnurblutstammzellen werden derzeit vor allem bei Leukämien, Blutbildungsstörungen und genetisch bedingten Erkrankungen angewendet. Etwas mehr als ein Drittel aller allogenen transplantierten Nabelschnurblute wurde bei Erwachsenen eingesetzt.

### Autologe Transplantation (Eigentransplantation)
Bislang sind etwa 130 Fälle von körpereigenen (autologen) Nabelschnurbluttransplantationen bekannt. Die erste Anwendung autologer Nabelschnurblutstammzellen erfolgte 1999 bei einem Kind mit einem Neuroblastom in Brasilien. Neben Tumorerkrankungen wie Neuroblastom oder Retinoblastom sind nach Angaben von autologen Nabelschnurblutbanken auch Fälle von Knochenmarksversagen (aplastische Anämie), Diabetes Typ 1 und frühkindlichen Hirnschäden mit eigenem Nabelschnurblut behandelt worden.
2009 wurde an der Universitätsklinik in Bochum eine zerebrale Kinderlähmung bei einem 2,5-jährigen Jungen erstmals erfolgreich mit körpereigenem Nabelschnurblut behandelt.

## Nebenwirkungen
2011 beobachtete eine Studie 104 Patienten nach der Stammzelltransplantation aus Nabelschnurblut. Rund 10 % entwickelten eine feingeweblich fassbare chronische Dickdarmentzündung mit oft granulomatöser Entzündung.

## Konservierung von Nabelschnurblut

### Als Spende an ein Stammzellregister
Die Spende an ein Stammzellregister dient dazu, einen Pool an Stammzellpräparaten aufzustellen, auf den Onkologen und Hämatologen im Bedarfsfall zugreifen können. Durch die Kryokonservierung ist es zudem möglich, Stammzellen für Patienten mit relativ selten vorkommender genetischer Ausstattung oder gemischter ethnischer Herkunft zu bevorraten und so die Spendersuche im Anwendungsfall zu verkürzen.
Die Spende ist für die Eltern kostenlos, da die Kosten durch Spendergelder (z. B. von der José-Carreras-Stiftung) und Abgabegebühren, die die Krankenkasse des Patienten bezahlt, gedeckt werden.
Nabelschnurblut kann in Deutschland an die Stammzellregister in Düsseldorf, Mannheim, München, Freiburg, Erlangen, Dresden sowie Hannover gespendet werden. Diese Register arbeiten mit ungefähr 75 Krankenhäusern in zahlreichen deutschen Städten zusammen. Nur in jenen kooperierenden Kliniken ist derzeit die Entnahme möglich.
In der Schweiz sind Kliniken in Basel, Bern, Genf, Liestal und Lugano für die Nabelschnurblutspende eingerichtet.

### Als (gerichtete) Spende zur Behandlung eines erkrankten Familienmitglieds
Stammzellen eines nahen Verwandten, vorzugsweise Geschwister, sind bei vorliegender Übereinstimmung der Gewebeverträglichkeit gut zur Transplantation geeignet. Dazu wird das Nabelschnurblut bei schon vorliegender Erkrankung zielgerichtet zur späteren Behandlung des Patienten gewonnen und aufbereitet. Nach einer Auswertung über rund 500 Nabelschnurblut-Transplantationen unter HLA-identischen Geschwistern kommt Eurocord zu dem Schluss, dass das Verfahren gute Ergebnisse zeigt.
Die (gerichtete) Nabelschnurblutspende ist für die Eltern kostenfrei und wird sowohl von den Stammzellregistern als auch privaten Nabelschnurblutbanken angeboten. Dadurch ist die Nabelschnurblutspende für Familienmitglieder flächendeckend möglich.

### Als Eigenkonservierung zur privaten Vorsorge
Die Eigenkonservierung von Nabelschnurblut (autologe Einlagerung) zur privaten Vorsorge wird kontrovers diskutiert: Hauptkritikpunkt ist, dass die Wahrscheinlichkeit, eigene Stammzellen im Kindesalter zu benötigen, sehr gering ist. Hinzu kommt, dass bei hämatologischen Erkrankungen des Kindes zu prüfen ist, ob die Stammzellen bereits die Disposition zur Entwicklung der Krankheit enthalten. Die Nutzung von Nabelschnurblut zur Therapie von Erkrankungen bei Erwachsenen hält die Bundesärztekammer in ihrer Richtlinie von 1999 noch für spekulativ. Deutliche Kritik kommt auch vom Vorsitzenden der Deutschen Gesellschaft für Hämatologie und Onkologie, Gerhard Ehninger, der das kommerzielle Einfrieren von Nabelschnurblut für „Geschäftemacherei“ hält.
Da sich im Nabelschnurblut jedoch auch pluripotente und proliferationsfähige Stammzellen befinden, gibt es andererseits Anlass zur Hoffnung, dass sich daraus in der Zukunft spezielle Gewebe oder Zellverbände zur Behandlung schwerer Erkrankungen züchten bzw. neue stammzellbasierte Behandlungsformen entwickeln lassen. Mitte August 2012 war beim National Institutes of Health, USA, bereits über ein Dutzend Studien mit dem eigenen Nabelschnurblut registriert. Ein Schwerpunkt ist die Behandlung von Kindern mit zerebraler Lähmung und weiteren frühkindlichen Hirnschäden. Bereits seit 2005 werden an der Duke University, Durham, USA, Patienten mit dem eigenen Nabelschnurblut behandelt. Eine südkoreanische Pilotstudie mit 20 Patienten kommt 2012 zu dem Schluss, dass die Transfusion des eigenen Nabelschnurbluts bei Zerebralparese machbar und sicher ist. Allerdings seien die neurologischen Verbesserungen bei Kindern mit Diplegie und Hemiplegie signifikant höher als bei solchen mit Tetraplegie. Außerdem hat die internationale Juvenile Diabetes Research Foundation in Kooperation mit der University of Florida, Gainesville, USA, eine Studie zur Behandlung des Diabetes mellitus Typ 1 begonnen. Nach ersten Einschätzungen könnte die Therapie mit eigenem Nabelschnurblut zur Aufrechterhaltung der Insulin-Produktion im Körper des Patienten beitragen. Insgesamt sind diese Therapien im sehr frühen experimentellen Stadium mit ungewissem Ausgang.
Die Eigenkonservierung von Nabelschnurblut ist für die Eltern kostenpflichtig. Die Kosten betrugen in Deutschland im Jahr 2009 ungefähr 1200 bis 2500 Euro für die ersten zwanzig Lagerjahre. Bislang sind nur wenige Fälle bekannt, in denen die Kosten anteilig von Krankenkassen erstattet wurden. Die Eigenkonservierung ist in Deutschland weitgehend flächendeckend möglich.
Es gibt in Deutschland nur sehr wenige Anbieter, die eine private Einlagerung ermöglichen. Zu den beiden größten gehören Vita 34 mit Sitz in Leipzig und eticur mit Sitz in München. Eticur arbeitet mit der Stammzellbank im Universitätsklinikum Erlangen zusammen, Vita34 gilt seit 1997 als die erste private Stammzellenbank Europas. Preislich liegen beide bei einer Lagerungszeit von 25 Jahren bei 2.600 bis 2.700 Euro.

### Als Spende für die Stammzellforschung
Bei der Nabelschnurblutspende für die Forschung werden die Stammzellen genutzt, um deren Wirkungsweise zu untersuchen und neue stammzellbasierte Therapien zur Behandlung von Krankheiten zu gewinnen.
Die Spende für die Stammzellforschung wird von den Stammzellregistern, universitären Einrichtungen sowie privaten Nabelschnurblutbanken angeboten. Sie ist für die Eltern kostenfrei, aber nicht flächendeckend möglich.
Eine Spende kann nicht durchgeführt werden, wenn die Mutter in den Wochen vor der Geburt Blutprodukte erhalten hat. Hierzu zählt auch die
Anti-D-Prophylaxe bei Rhesus-Inkompatibilität.

### Langzeitlagerung von Stammzellen
In Studien wurde nachgewiesen, dass Nabelschnurblut-Stammzellen über 20 Jahre halten, ohne ihre Vitalität und Proliferationsfähigkeit zu verlieren. Nach Ansicht des Fraunhofer-Instituts für Biomedizinische Technik sind Stammzellen theoretisch über mehrere Jahrhunderte lagerfähig, ohne an Potenzial einzubüßen.
Grund dafür ist, dass die Lebensprozesse im Zellinneren bei Temperaturen unter −130 °C vollständig zum Erliegen kommen. Theoretisch sind die Stammzellen so unbegrenzt haltbar. „Die einzige Begrenzung der Lagerdauer liegt in der kosmischen Strahlung begründet, die auch die Zellproben im gefrorenen Zustand und im Stahltank permanent trifft“.